# Solenangis aphylla
Solenangis aphylla är en orkidéart som först beskrevs av Louis Marie Aubert Du Petit-Thouars, och fick sitt nu gällande namn av Victor Samuel Summerhayes. Solenangis aphylla ingår i släktet Solenangis och familjen orkidéer. Inga underarter finns listade i Catalogue of Life.